# Clarissa
Clarissa – miasto w Stanach Zjednoczonych, w stanie Minnesota, w hrabstwie Todd.